# Aleksandra Ovčinnikova
Aleksandra Pavlovna Ovčinnikova, coniugata Belova (in russo Александра Павловна Овчинникова-Белова?; Kuzneck, 6 luglio 1953), è un'ex cestista sovietica.
Era la moglie di Aleksandr Belov.

## Carriera
Con l'Unione Sovietica ha disputato i Campionati mondiali del 1975 e due edizioni dei Campionati europei (1974, 1978).

## Palmarès
- Coppa delle Coppe: 1

Spartak Leningrado: 1973-74